# Philalèthes
Pour les articles homonymes, voir Philalèthe.
Philalèthes ou philalètes qui se traduit par : ami ou chercheur de la vérité, du grec Philos, ami et alètheia, vérité est en franc-maçonnerie, le nom donné au Rite des philalèthes et à ses pratiquants. Ce régime de maçonnerie philosophique ou mystique est fondé en 1773 par le  marquis Charles-Pierre-Paul Savalette de Langes au sein de la loge « Les Amis réunis » dont il est vénérable et membre fondateur. Ce rite perdure jusqu'à la mort de son fondateur en 1797.

## Histoire
En 1775, Savalette de Langes constitue une commission des grades et archives chargée de dresser un plan pour arriver à « la connaissance de la vérité ». Après cinq ans de travail, la commission propose un rite organisé en douze grades dont chacun comporte une cérémonie de réception. Réparties en trois sections, elles correspondent à la classification progressive adoptée dans tous les rites maçonniques. Les membres de ce rite que certain historien qualifie d'« académie occulte » s'impose la règle de ne rien rejeter et de s'intéresser aux sociétés mystiques en marge de la maçonnerie pour comprendre les relations de « l'Homme avec les esprits » et prennent le nom de « Philalèthes ». Ce rite est pratiqué en premier lieu au sein d'une arrière-loge entée sur la loge : « Les Amis réunis » dont Savalette de Langes est le vénérable maître et un des membres fondateurs. Barruel affirme dans ses écrits, qu'elle est constituée pour combattre la monarchie. Entre 1775 et 1780 les philalètes accumulent un vaste bibliothèque et un ensemble d'archive qui a pour ambition de synthétiser toute la « science maçonnique » connue et équipent la loge des amis réunis d'un laboratoire ou ils pratiquèrent l'alchimie. Vers la fin de 1782 on peut dénombrer une vingtaine de loges en France et à l'étranger qui adhèrent au rite des Philalèthes.

### Les convents philosophiques
Au plus fort de la notoriété de ce régime Savalette de Langes envisage de renverser l’œuvre du convent de Wilhelmsbad qui finalise en 1782, le Régime écossais rectifié. Il convoque un premier grand convent philosophique qui s'ouvre le 15 février 1785 et se ferme le 26 mai de la même année, il est conçu comme une réplique de celui Wilhelmsbad. La convocation à ce premier convent est envoyée à 228 frères et s’accompagne d'un questionnaire ou proponenda. En dix points. Celui-ci propose une analyse approfondie des fondements de la maçonnerie et de ses fonctionnements du moment, en cette période de grandes rivalités entre les ordres maçonniques, ces questions apparaissent comme « indiscrètes » causant de nombreuses défections de représentant de loge tel : Saint-Martin, les frères Lavater, Ferdinand de Brunswick ou encore Joseph de Maistre. Il s'ouvre avec une centaine de délégués de loges à côté de vingt-huit philalèthes et clôture ces travaux le 26 mai après trente séances. La circulaire de compte-rendu qualifie les travaux de ce convent d'insuffisant, mais elle laisse aussi apparaitre la volonté de créer une nouvelle association de philalèthes de dimension européenne.
Un deuxième convent a lieu en 1787, mais a moins de succès que le premier, le thème proposé, sur « la nature des intermédiaires entre dieux et les hommes » et les rapports que la maçonnerie peut avoir avec ces sortes de communication, fait que les réponses à cette invitation sont peu nombreuses. Dans la lettre de clôture du 26 mai, Savalette reproche à ses frères leurs manque d’intérêt et leur peu d'empressement. Une commission se réunit pour la première et dernière fois en 1787, pour organiser un troisième convent mais celui-ci n'eut jamais lieu.

### Disparition
Le régime des philatètes perdure jusqu'en 1792 et disparait définitivement à la mort de son fondateur en 1797, une partie des archives et de la bibliothèque fut dispersée en 1806.

## Système des philalèthes
La commission,  qui rendra ces travaux après cinq années de travail, a établi un rite en douze grades.
- Le collège de la maçonneries symbolique comprend cinq grades. Il travaille sur les traditions et la légende de base de la maçonnerie spéculative, c'est-à-dire la légende d'Hiram et le châtiment de ses meurtriers :
  - 1er grade : apprenti,
  - 2e grade : compagnon,
  - 3e grade : maître,
  - 4e grade : élu,
  - 5e grade : écossais.

- Le chapitre des chevaliers et amis réunis, qui travaille sur les grades chevaleresques et comporte trois grades :
  - 6e classe des chevaliers d'Orient,
  - 7e des chevaliers Rose Croix,
  - 8e des chevaliers du temple.

- Le conseil des écharpes blanches, qui se compose de quatre grades et se concentre sur les grades à caractères alchimique, théosophique ou théurgique :
  - 9e grade : philosophe inconnu,
  - 10e grade : sublime philosophe,
  - 11e grade : initié,
  - 12e grade : philalèthe.

## Société des Philalèthes
La Société des Philalèthes (Philalethes Society) est une association  internationale d'étude et de recherche maçonnique sans lien direct avec le Rite des philalèthes et créée en octobre 1928, par des francs-maçons américains.  Elle comprend des membres correspondant en nombre illimité et quarante fellows choisis parmi les maçons les plus éminents. Sa devise est : « Il n'y a pas de religion supérieure à la vérité. » (« There is no Religion highter than the Truth »), qui est aussi celle de la Société théosophique. On trouve parmi ses membres les plus célèbres : Rudyard Kipling, Armand Bédarride et Oswald Wirth  par exemple. Elle diffuse ses travaux au travers de la revue, Philalethes Magazine